# Jenna Pavlik
Jenna Pavlik (ur. 23 grudnia 1983) – amerykańska zapaśniczka w stylu wolnym. Piąta na mistrzostwach świata w 2001. Srebrna medalistka mistrzostw panamerykańskich w 2009 roku. Zawodniczka Lock Haven University of Pennsylvania. 